# Orden del Fénix (Grecia)
La orden del Fénix es una orden de la República Helénica.

## Historia
La orden fue creada en 1926 por la Segunda República Helénica para sustituir a la orden de Jorge I, al estar esta última muy relacionada con la monarquía. La Constitución de 1927 prohibió que los ciudadanos griegos pudieran recibir honores, por lo que la orden quedó destinada a premiar extranjeros. Tras la restauración de la monarquía en 1935, los ciudadanos griegos pudieron volver a recibir honores y órdenes. 
En la actualidad la orden se otorga a ciudadanos que se distingan en los campos de las administración pública, ciencia, comercio, industria, las artes y las letras. La orden también se confiere a extranjeros que hayan contribuido a la mejora de Grecia en los campos anteriormente nombrados.

## Estructura
La orden cuenta con cinco clases:
- Gran cruz.
- Gran comendador.
- Comendador.
- Cruz de oro.
- Cruz de plata.

## Insignia
La insignia de la orden consiste en una cruz esmaltada en blanco. En el centro de la cruz se dispone un relieve un fénix renaciendo del fuego. En el centro del brazo superior de la orden existe una pequeña estrella de cinco puntas dorada. En el reverso de la cruz está inscrito: ΕΛΛΗΝΙΚΗ ΔΗΜΟΚΡΑΤΙΑ (República Helénica)
En las insignias otorgadas en época monárquica la cruz se remataba por una corona real y el reverso contaba con la cifra del monarca otorgante.
La cinta de la orden es naranja con bordes negros.